# チークス
チークス（英：Cheeks）は、日本のゲイビデオメーカーであり、ゲイDVDの制作・販売を行っている。設立は1995年、東京都杉並区梅里。

## 概要
レーベルは「Cheeks」・「Stand★up」・「STRIKER」・「CRIMSON BLOOD」がある。代表的なシリーズに「WILDER」や「ストライカー」がある。

## レーベル
- Cheeks
- Stand★up
- STRIKER
- CRIMSON BLOOD

## 主なシリーズ・作品
- シリーズ
  - ストライカー
  - マスキュリズム
  - ボクはバンビーノ!
  - Stand up BOYS
  - WILDER
  - アミーゴ･ア･ゴーゴー
- 作品
  - 海王美神 (1995年創刊号)
  - 裸神大帝
  - ダビデの剣 (1997年度 チークス最高のヒット作)[2]
  - JESUS (1998年)[2]